# Schachweltmeisterschaft 1986/Partien
Die Liste der Partien der Schachweltmeisterschaft 1986 führt sämtliche Partien auf, die beim Wettkampf um den Weltmeistertitel im Schach zwischen dem seit 1985 amtierenden Weltmeister Garri Kasparow und dem Herausforderer Anatoli Karpow (beide Sowjetunion) gespielt wurden.
Der Schiedsrichter des vom 28. Juli bis 8. Oktober 1986 ausgetragenen Zweikampfes war Lothar Schmid.
Die Weltmeisterschaft ging über 24 Partien, deren 1. bis 12. im Ballsaal des Londoner Park-Lane Hotels ausgetragen wurden; die Partien 13 bis 24 fanden im Konzertsaal des Hotels Leningrad in Leningrad statt. Die Bedingung für einen Gewinn des Wettkampfes war das Erreichen von mindestens 12,5 Punkten; im Falle eines unentschiedenen Wettkampfes durfte Kasparow laut Reglement seinen Titel behalten. Kasparow gewann 12,5:11,5 und blieb Weltmeister. Als Bedenkzeit waren zweieinhalb Stunden für 40 Züge angesetzt; wenn diese gespielt waren, konnte die Partie nach Belieben fortgesetzt werden, oder aber jeder Spieler konnte, wenn er am Zug war, in die Hängepartie übergehen, wonach die Partie am nächsten Tag fortgesetzt wurde.
Wiedergabe und Kommentierung der Partien erfolgen in algebraischer Notation, wobei die tatsächlich geschehenen Züge in Fettdruck und Varianten in Normalschrift dargestellt werden. In der Tabelle wird die normale Punktewertung angewendet, also ein Punkt für einen Sieg und ein halber Punkt für ein Remis.

## Partietabelle
In den Eröffnungen wurden einige Neuerungen gespielt, jedoch keine so spektakulären Neuerungen wie Kasparows Wiedererweckung des Dely-Gambits als Kasparow-Gambit im Jahr zuvor. Kasparow überraschte durch die Verwendung der Grünfeldindischen Verteidigung, welche er zuvor so gut wie nie gespielt hatte. Die weiße Partei dominierte den Wettkampf mit 8:1 Siegen recht deutlich, auch der einzige schwarze Sieg war vom Partieverlauf her ein vergebener Sieg von Weiß.
| Partie | Datum (1986)  | Weiß     | Schwarz  | Ergebnis | Eröffnung                         | ECO-Schlüssel | Züge | Kasparow | Karpow | Partie zum Nachspielen |
| ------ | ------------- | -------- | -------- | -------- | --------------------------------- | ------------- | ---- | -------- | ------ | ---------------------- |
| 1      | 28. Juli      | Karpow   | Kasparow | ½ : ½    | Grünfeld-Indische Verteidigung    | D92           | 21   | ½        | ½      | 1. Partie              |
| 2      | 30. Juli      | Kasparow | Karpow   | ½ : ½    | Nimzowitsch-Indische Verteidigung | E21           | 52   | 1        | 1      | 2. Partie              |
| 3      | 1. August     | Karpow   | Kasparow | ½ : ½    | Grünfeld-Indische Verteidigung    | D79           | 35   | 1½       | 1½     | 3. Partie              |
| 4      | 4. August     | Kasparow | Karpow   | 1 : 0    | Nimzowitsch-Indische Verteidigung | E21           | 40   | 2½       | 1½     | 4. Partie              |
| 5      | 6. August     | Karpow   | Kasparow | 1 : 0    | Grünfeld-Indische Verteidigung    | D82           | 32   | 2½       | 2½     | 5. Partie              |
| 6      | 11. August    | Kasparow | Karpow   | ½ : ½    | Russische Verteidigung            | C42           | 41   | 3        | 3      | 6. Partie              |
| 7      | 13. August    | Karpow   | Kasparow | ½ : ½    | Damengambit, Abtauschvariante     | D35           | 41   | 3½       | 3½     | 7. Partie              |
| 8      | 15. August    | Kasparow | Karpow   | 1 : 0    | Damengambit, Abtauschvariante     | D35           | 31   | 4½       | 3½     | 8. Partie              |
| 9      | 20. August    | Karpow   | Kasparow | ½ : ½    | Grünfeld-Indische Verteidigung    | D82           | 20   | 5        | 4      | 9. Partie              |
| 10     | 22. August    | Kasparow | Karpow   | ½ : ½    | Abgelehntes Damengambit           | D55           | 43   | 5½       | 4½     | 10. Partie             |
| 11     | 25. August    | Karpow   | Kasparow | ½ : ½    | Grünfeld-Indische Verteidigung    | D82           | 41   | 6        | 5      | 11. Partie             |
| 12     | 27. August    | Kasparow | Karpow   | ½ : ½    | Abgelehntes Damengambit           | D55           | 34   | 6½       | 5½     | 12. Partie             |
|        |               |          |          |          |                                   |               |      |          |        |                        |
| 13     | 5. September  | Karpow   | Kasparow | ½ : ½    | Grünfeld-Indische Verteidigung    | D79           | 40   | 7        | 6      | 13. Partie             |
| 14     | 8. September  | Kasparow | Karpow   | 1 : 0    | Saizew-Variante                   | C92           | 41   | 8        | 6      | 14. Partie             |
| 15     | 12. September | Karpow   | Kasparow | ½ : ½    | Grünfeld-Indische Verteidigung    | D98           | 29   | 8½       | 6½     | 15. Partie             |
| 16     | 15. September | Kasparow | Karpow   | 1 : 0    | Saizew-Variante                   | C92           | 41   | 9½       | 6½     | 16. Partie             |
| 17     | 17. September | Karpow   | Kasparow | 1 : 0    | Grünfeld-Indische Verteidigung    | D98           | 31   | 9½       | 7½     | 17. Partie             |
| 18     | 19. September | Kasparow | Karpow   | 0 : 1    | Nimzowitsch-Indische Verteidigung | E21           | 58   | 9½       | 8½     | 18. Partie             |
| 19     | 24. September | Karpow   | Kasparow | 1 : 0    | Grünfeld-Indische Verteidigung    | D97           | 40   | 9½       | 9½     | 19. Partie             |
| 20     | 29. September | Kasparow | Karpow   | ½ : ½    | Katalanische Eröffnung            | E06           | 21   | 10       | 10     | 20. Partie             |
| 21     | 1. Oktober    | Karpow   | Kasparow | ½ : ½    | Damenindische Verteidigung        | E15           | 45   | 10½      | 10½    | 21. Partie             |
| 22     | 3. Oktober    | Kasparow | Karpow   | 1 : 0    | Abgelehntes Damengambit           | D55           | 46   | 11½      | 10½    | 22. Partie             |
| 23     | 6. Oktober    | Karpow   | Kasparow | ½ : ½    | Englische Symmetrievariante       | A30           | 32   | 12       | 11     | 23. Partie             |
| 24     | 8. Oktober    | Kasparow | Karpow   | ½ : ½    | Damenindische Verteidigung        | E16           | 41   | 12½      | 11½    | 24. Partie             |

## 1. Partie
Die erste Partie wurde am 28. Juli ab 17 Uhr ausgetragen. Etwa um 14:30 Uhr waren die Sitzplätze ausverkauft. Kasparow ließ in der Zwischenzeit seinen Stuhl auswechseln und nach der Partie zwei Zentimeter absägen – sehr wahrscheinlich ein „Geschenk“ an die Reporter, die über Parallelen zur „Stuhlaffäre“ bei der Weltmeisterschaft 1972 spekulieren konnten. Der britische Unterrichtsminister George Walden führte stellvertretend für Karpow den ersten Zug aus, der am Vortag für die erste Partie Weiß zugelost bekommen hatte.
Überraschenderweise antwortete Kasparow gegen Karpows Doppelschritt des Damenbauern mit der Grünfeld-Indischen Verteidigung, die bis dahin in seiner Karriere selten zu sehen war. Im 6. Zug lenkte er mit dem Damenausfall auf a5 in eine als riskant bekannte Variante ein. Karpow fürchtete offenbar eine Verbesserung von Kasparows Analyseteam und wich allen zweischneidigen Fortsetzungen aus: Nach frühem Damentausch mündete die Partie bei symmetrischer Bauernverteilung (beiderseits c- und d-Bauer entfernt) dann auch schnell ins Remis.
Anatoli Karpow – Garri Kasparow
London, 28. Juli 1986
Grünfeld-Indische Verteidigung, D92
1. d4 Sf6 2. c4 g6 3. Sc3 d5 4. Sf3 Lg7 5. Lf4 c5 6. dxc5 Da5?! 7. Tc1 dxc4 8. e3 Dxc5 9. Da4+ Sc6 10. Lxc4 0–0 11. 0–0 Ld7 12. Db5 Dxb5 13. Lxb5 Tac8 14. Tfd1 Tfd8 15. h3 h6 16. Kf1 a6 17. Le2 Le6 18. Txd8+ Txd8 19. Se5 Sxe5 20. Lxe5 Td2 21. b3 und remis. ½ : ½ (Stand: Kasparow ½ : ½ Karpow)

## 2. Partie
|   | a | b | c | d | e | f | g | h |   |
| 8 |   |   |   |   |   |   |   |   | 8 |
| 7 |   |   |   |   |   |   |   |   | 7 |
| 6 |   |   |   |   |   |   |   |   | 6 |
| 5 |   |   |   |   |   |   |   |   | 5 |
| 4 |   |   |   |   |   |   |   |   | 4 |
| 3 |   |   |   |   |   |   |   |   | 3 |
| 2 |   |   |   |   |   |   |   |   | 2 |
| 1 |   |   |   |   |   |   |   |   | 1 |
|   | a | b | c | d | e | f | g | h |   |

Für die 2. Partie zwei Tage später, in der Kasparow Weiß hatte, erwarteten die Zuschauer einen energischen weißen Angriff. Karpow wandte die Nimzowitsch-Indische Verteidigung an und brachte eine Neuerung im 6. Zug. Doch wie in der ersten Partie lenkten beide wiederum in einen schnellen Damentausch ein.
Kasparow hatte zwar die etwas bessere Figurenstellung, doch derartige strategische Endspiele waren immer Karpows Spezialität gewesen. In vielen Partien hatte er seine Gegner durch filigrane Züge in harmlosen Stellungen überspielt, inklusive Kasparow selbst, und schlechtere Positionen zumindest Remis gehalten. Doch überraschenderweise spielte Kasparow wie Karpow in seiner besten Zeit und stellte ihn mit geringen Mitteln vor positionelle Probleme. Nach beidseitigen Ungenauigkeiten vor der Zeitkontrolle im 40. Zug wurde die Partie in Remisstellung vertagt.
Garri Kasparow – Anatoli Karpow
London, 30.–31. Juli 1986
Nimzowitsch-Indische Verteidigung, Drei-Springer-System, E21
1. d4 Sf6 2. c4 e6 3. Sc3 Lb4 4. Sf3 c5 5. g3 Sc6 6. Lg2 d5 7. cxd5 Sxd5 8. Ld2 cxd4 9. Sxd4 Sxd4 10. Sxd5 Lxd2+ 11. Dxd2 Sc6 12. Sf4 Dxd2+ 13. Kxd2 Ld7 14. Thc1 Ke7 15. Sd3 Thc8 16. Sc5 Tab8 17. Tc3 Sd8 18. Tac1 Lc6 19. Sd3 Ld7 20. Se5 Txc3 21. Txc3 Le8 22. b4 a6 23. Le4 h6 24. a3 f6 25. Sd3 Lc6 26. Lxc6 Sxc6 27. Sc5 Se5 28. f4 Sd7 29. Sb3 Kd6 30. e4 g5 31. Ke3 e5 32. fxg5 fxg5 33. Sa5 g4 34. Tc2 h5 35. Tc1 b6 36. Tc6+ Ke7 37. Sc4 Tf8 38. Ke2! Tf3? (siehe Diagramm) Dieser Zug verliert wegen 39. Tc6–c7!. Es droht 40. Tc7xd7+ Ke7xd7 41. Sc4xe5+ nebst Se5xf3 und gewonnenem Endspiel oder der Bauer e5 fällt ersatzlos. Stattdessen folgte jedoch 39. Se3? Sf6 40. Txb6 Sxe4 41. Txa6 Tf2+ 42. Kd3 Sd6 43. Ta7+ Ke6 44. Th7 e4+ 45. Kc3 Sb5+ 46. Kc4 Sxa3+ 47. Kd4 Txh2 48. Th6+ Kd7 49. Sd5 h4 50. Txh4 Txh4 51. gxh4 g3 52. Sf4 Sc2+ mit Remis. ½ : ½ (Stand: Kasparow 1 : 1 Karpow)

## 3. Partie
In der dritten Partie schwenkten beide in eine Variante des Gründfeld-Indisch mit annähernd symmetrischer Stellungsstruktur. In der folgenden Lavierstellung erzielte Karpow leichten Vorteil, doch er versuchte nicht, sich mit einem ähnlichen Druckspiel wie Kasparow in der vorherigen Partie zu revanchieren. Gegen alle denkbaren Offensivpläne standen störende schwarze Konter zur Verfügung. Ohne Spannungsmomente wurde im 35. Zug Remis gegeben.
Anatoli Karpow – Garri Kasparow
London, 1. August 1986
Grünfeld-Indische Verteidigung, D79
1. d4 Sf6 2. c4 g6 3. Sf3 Lg7 4. g3 c6 5. Lg2 d5 6. cxd5 cxd5 7. Sc3 0–0 8. Se5 e6 9. 0–0 Sfd7 10. Sf3 Sc6 11. Lf4 Sf6 12. Se5 Ld7 13. Dd2 Sxe5 14. Lxe5 Lc6 15. Tfd1 Sd7 16. Lxg7 Kxg7 17. Tac1 Sf6 18. Df4 Db8 19. Dxb8 Taxb8 20. f3 Tfd8 21. Kf2 Tbc8 22. e3 Se8 23. Td2 Sd6 24. Tdc2 Kf8 25. Lf1 Ke7 26. Ld3 f5 27. h4 h6 28. b3 g5 29. Se2 Ld7 30. Tc5 b6 31. Tc7 Txc7 32. Txc7 Ta8 33. Sg1 Se8 34. Tc1 Tc8 35. Txc8 und Remis. ½ : ½ (Stand: Kasparow 1½ : 1½ Karpow)

## 4. Partie
In der 4. Partie versuchte Karpow wiederum eine Neuerung in Nimzowitsch-Indisch: Er spielte im 10. Zug seinen Damenspringer nach a5. Im Anschluss machte Karpow aber den Fehler, seinen zweiten Springer auf e7 zu verstecken, anstatt jenen auf a5 zu unterstützen. Prompt richtete Kasparow sein Spiel gegen ebendiesen aus und brachte ihn mit einem Dreiecksmanöver mit der Dame, wie man es sonst von Königen zur Ausnutzung von Zugzwangstellungen in Endspielen kennt, unter Kontrolle. Den Damentausch (bei wiederum symmetrischen Bauern) sah nun niemand mehr als Remiszeichen: Zu groß war der Vorteil von Kasparows Figurenstellung, Weiß gewann den a-Bauern bei anhaltendem Stellungsvorteil.
Garri Kasparow – Anatoli Karpow
London, 4. August 1986
Nimzowitsch-Indische Verteidigung, Drei-Springer-System, E21
1. d4 Sf6 2. c4 e6 3. Sc3 Lb4 4. Sf3 c5 5. g3 cxd4 6. Sxd4 0–0 7. Lg2 d5 8. Db3 Lxc3+ 9. bxc3 Sc6 10. cxd5 Sa5 11. Dc2 Sxd5 12. Dd3 Ld7 13. c4 Se7? Besser ist 13. … Sb6 mit doppeltem Angriff gegen c4. 14. 0–0 Tc8 15. Sb3 Sxc4 16. Lxb7 Tc7 17. La6 Se5 18. De3 Sc4 19. De4! Sd6 20. Dd3! Tc6 21. La3 Lc8 22. Lxc8 Sdxc8 23. Tfd1 Dxd3 24. Txd3 Te8 25. Tad1 f6 26. Sd4 Tb6 27. Lc5 Ta6 28. Sb5 Tc6 29. Lxe7 Sxe7 30. Td7 Sg6 31. Txa7 Sf8 32. a4 Tb8 33. e3 h5 34. Kg2 e5 35. Td3 Kh7 36. Tc3 Tbc8 37. Txc6 Txc6 38. Sc7 Se6 39. Sd5 Kh6 40. a5 e4 Karpow gab während des Abbruchs die hoffnungslose Partie auf. 1 : 0 (Stand: Kasparow 2½ : 1½ Karpow)

## 5. Partie
|   | a | b | c | d | e | f | g | h |   |
| 8 |   |   |   |   |   |   |   |   | 8 |
| 7 |   |   |   |   |   |   |   |   | 7 |
| 6 |   |   |   |   |   |   |   |   | 6 |
| 5 |   |   |   |   |   |   |   |   | 5 |
| 4 |   |   |   |   |   |   |   |   | 4 |
| 3 |   |   |   |   |   |   |   |   | 3 |
| 2 |   |   |   |   |   |   |   |   | 2 |
| 1 |   |   |   |   |   |   |   |   | 1 |
|   | a | b | c | d | e | f | g | h |   |

Die meisten Beobachter rechneten nach seiner Niederlage in der 4. Partie mit einer Auszeit Karpows, doch er trat pünktlich zur 5. Partie an. Die beiden Kontrahenten spielten dieselbe Variante von Grünfeld-Indisch wie in der ersten Partie, doch Kasparow wich im siebten Zug ab und lenkte gemäß seiner Eröffnungsvorbereitung in einen als zweifelhaft geltenden Damentausch ein. Trotz einer späteren Neuerung Kasparows spielte Karpow zügig – offenbar war er mit der Stellung gut vertraut. Im 18. Zug entstand die kritische Stellung der Partie. Beide schwarzen Läufer sind von dauerhafter Einsperrung durch die Bauernstruktur bedroht. Kasparow und sein Analyseteam meinten, dass mit 18. … c6–c5 beide Probleme zu lösen seien. Nach 19. h2–h4 h7–h6 erwartete er 20. Sg1–f3 Ld7–c6 mit der Drohung, nach Tausch auf f3 g6–g5 zu spielen und den Königsläufer zu befreien. Doch mit seinem 20. Zug widerlegte Karpow die gegnerischen Pläne und stand auf Gewinn.
Anatoli Karpow – Garri Kasparow
London, 6. August 1986
Grünfeld-Indische Verteidigung, D82
1. d4 Sf6 2. c4 g6 3. Sc3 d5 4. Lf4 Lg7 5. e3 c5 6. dxc5 Da5 7. Tc1 Se4 8. cxd5 Sxc3 9. Dd2 Dxa2 10. bxc3 Dxd2+ 11. Kxd2 Sd7 12. Lb5 0–0 13. Lxd7 Lxd7 14. e4 f5 15. e5 e6 16. c4 Tfc8 17. c6 bxc6 18. d6 (siehe Diagramm) 18. … c5? Kasparow hätte hier 18. … g6–g5 versuchen müssen. 19. h4 h6 20. Sh3! Nun kann sich Schwarz nicht mehr befreien und steht auf Verlust. Weiß kann nach Verstärkung seiner Blockade mit Th1–e1 und f2–f3 den Springer auf d3 überführen und dann mit Lf4–e3 den Bauern c5 aufs Korn nehmen. Spielt Schwarz seinen a-Bauern auf a4 und deckt c5 mittels Ta5, so dringen die weißen Türme bald entscheidend über die b-Linie ein; läuft der Bauer bis a2 vor, so ist er selbst auf Dauer nicht zu halten. 20. … a5 21. f3 a4 22. The1 a3 23. Sf2 a2 24. Sd3 Ta3 25. Ta1 g5 26. hxg5 hxg5 27. Lxg5 Kf7 28. Lf4 Tb8 29. Tec1 Lc6 30. Tc3 Ta5 31. Tc2 Tba8 32. Sc1 Kasparow gab auf. 1 : 0 (Stand: Kasparow 2½ : 2½ Karpow)

## 6. Partie
Kasparow eröffnete die sechste Partie erstmals im Wettkampf mit 1. e2–e4, was üblicherweise zu einem offeneren, aktiveren Kampf als 1. d2–d4 führt und in diesem Fall auch einen Überraschungseffekt bedeuten konnte. Karpow wählte die für ihn gut bewährte Russische Verteidigung. Kasparow brachte ein Bauernopfer, das er selbst in einer früheren Analyse als gut für Schwarz beschrieben hatte, doch wartete er mit einer Verstärkung auf. Aber Karpow reagierte gut und erwiderte dem weißen Angriffsaufmarsch die richtigen Konter. Er erzwang ein für ihn leicht vorteilhaftes Endspiel, das im 42. Zug nach Abbruch remis gegeben wurde.
Garri Kasparow – Anatoli Karpow
London, 11. August 1986
Russische Verteidigung, Klassisches System, C42
1. e4 e5 2. Sf3 Sf6 3. Sxe5 d6 4. Sf3 Sxe4 5. d4 d5 6. Ld3 Sc6 7. 0–0 Lg4 8. c4 Sf6 9. Sc3 Lxf3 10. Dxf3 Sxd4 11. De3+ Se6 12. cxd5 Sxd5 13. Sxd5 Dxd5 14. Le4 Db5 15. a4 Da6 16. Td1 Le7 17. b4 0–0 18. Dh3 g6 19. Lb2 Dc4 20. Td7 Tae8 21. Ld5 Dxb4 22. Lc3 Sf4 23. Lxb4 Sxh3+ 24. gxh3 Lxb4 25. Txc7 b6 26. Txa7 Kg7 27. Td7 Td8 28. Txd8 Txd8 29. Td1 Td6 30. Td3 h5 31. Kf1 Td7 32. Kg2 Lc5 33. Kf1 h4 34. Lc4 Te7 35. Tf3 Ld6 36. Kg2 Tc7 37. Lb3 f5 38. Td3 Lc5 39. Tc3 Kf6 40. Tc4 g5 41. Tc2 Ke5 42. Lc4 Remis. ½ : ½ (Stand: Kasparow 3 : 3 Karpow)

## 7. Partie
|   | a | b | c | d | e | f | g | h |   |
| 8 |   |   |   |   |   |   |   |   | 8 |
| 7 |   |   |   |   |   |   |   |   | 7 |
| 6 |   |   |   |   |   |   |   |   | 6 |
| 5 |   |   |   |   |   |   |   |   | 5 |
| 4 |   |   |   |   |   |   |   |   | 4 |
| 3 |   |   |   |   |   |   |   |   | 3 |
| 2 |   |   |   |   |   |   |   |   | 2 |
| 1 |   |   |   |   |   |   |   |   | 1 |
|   | a | b | c | d | e | f | g | h |   |

In der 7. Partie wechselte Kasparow wegen der Niederlage in der 5. Partie vorerst die Eröffnung. Das von beiden Spielern originell behandelte Damengambit führte zu verwickelten Stellungen, die beide Spieler viel Zeit kosteten. Nach dem 25. Zug von Weiß entstand die kritische Stellung. Kasparow hatte hier nur noch 16 Minuten Zeit, Karpow noch rund das Doppelte. Das mag ihn veranlasst haben, Verwicklungen anzustreben, die nach beidseitiger Zeitnot ins Remis mündeten.
Anatoli Karpow – Garri Kasparow
London, 13. August 1986
Damengambit, Abtauschvariante, D35
1. d4 d5 2. c4 e6 3. Sc3 Le7 4. cxd5 exd5 5. Lf4 c6 6. Dc2 g6 7. e3 Lf5 8. Dd2 Sd7 9. f3 Sb6 10. e4 Le6 11. e5 h5 12. Ld3 Dd7 13. b3 Lh4+ 14. g3 Le7 15. Kf2 Lf5 16. Lf1 Kf8 17. Kg2 a5 18. a3 Dd8 19. Sh3 Lxh3+ 20. Kxh3 Kg7 21. Kg2 Sd7 22. Ld3 Sf8 23. Le3 Se6 24. Se2 Sh6 25. b4!? Db6 26. b5 c5 27. Sc3 cxd4 28. Lxh6+ Txh6 29. Sxd5 Dd8 30. Le4 h4 31. Thf1 hxg3 32. hxg3 Tc8 33. Th1 Txh1 34. Txh1 Lg5 35. f4 Tc5! (siehe Diagramm) Bereitet ein starkes Qualitätsopfer vor. Schlechter wäre 35. … Lg5–h6 oder Lg5–e7, wonach Weiß siegreichen Angriff erhält. 36. fxg5 Txd5 37. Lxd5 Dxd5+ 38. Kh2 Dxe5 39. Tf1 Dxb5 40. Df2 Sxg5? Nach 40. … Db5–d7! hätte Schwarz auf Sieg spielen können. 41. Dxd4+ und Remis nach Abbruch. ½ : ½ (Stand: Kasparow 3½ : 3½ Karpow)

## 8. Partie
|   | a | b | c | d | e | f | g | h |   |
| 8 |   |   |   |   |   |   |   |   | 8 |
| 7 |   |   |   |   |   |   |   |   | 7 |
| 6 |   |   |   |   |   |   |   |   | 6 |
| 5 |   |   |   |   |   |   |   |   | 5 |
| 4 |   |   |   |   |   |   |   |   | 4 |
| 3 |   |   |   |   |   |   |   |   | 3 |
| 2 |   |   |   |   |   |   |   |   | 2 |
| 1 |   |   |   |   |   |   |   |   | 1 |
|   | a | b | c | d | e | f | g | h |   |

In der 8. Partie lenkten die Kontrahenten in eine seit langem bekannte Variante des Damengambits ein, in der Schwarz mit dem frühen Vorstoß c7–c5 kurzzeitig einen isolierten Bauern auf d5 erhält, und durch dessen Vorstoß ausgleichen kann. Kasparow baute jedoch ohne ersichtlichen Fehler Karpows nach diesem Bauernvorstoß einen starken Königsangriff auf, durch den Karpow in Zeitnot geriet und verlor.
Garri Kasparow – Anatoli Karpow
London, 15. August 1986
Damengambit, Abtauschvariante, D35
1. d4 d5 2. c4 e6 3. Sc3 Le7 4. cxd5 exd5 5. Lf4 Sf6 6. e3 0–0 7. Ld3 c5 8. Sf3 Sc6 9. 0–0 Lg4 10. dxc5 Lxc5 11. h3 Lxf3 12. Dxf3 d4 13. Se4 Le7 14. Tad1 Da5 15. Sg3 dxe3 16. fxe3 Dxa2 Das Qualitätsopfer im Folgenden ist die einzige Möglichkeit, den weißen Angriff abzuwehren. 17. Sf5 De6 18. Lh6 Se8 19. Dh5 g6 20. Dg4 Kasparow nimmt das Qualitätsopfer nicht an, sondern versucht die Zeitnot von Schwarz – nur noch 14 Minuten für 19 Züge – auszunutzen und Verwicklungen anzustreben. Se5 21. Dg3 Lf6 22. Lb5!? Weiß nimmt das Feld e8 unter Kontrolle und zwingt die schwarze Dame zur Flucht auf den Damenflügel. Sg7 23. Lxg7 Lxg7 24. Td6 Db3 25. Sxg7 Dxb5 26. Sf5 Tad8 27. Tf6 Td2 28. Dg5 Dxb2 Gut sieht jetzt 29. Sf5–h6+ Kg8–g7 30. Tf6–f4 aus, wonach Weiß 31. Dg5–f6# droht. Doch im Moment geht das nicht, denn Schwarz würde durch 31. … f7–f6! 32. Tf4xf6? Td2xg2+! Material gewinnen. Daher spielt Kasparow einen prophylaktischen Königszug: 29. Kh1! (siehe Diagramm) Dieser Zug nimmt Schwarz die Parade, mit Schach auf g2 einzuschlagen. Nun scheint die Drohung real zu sein: 30. Sf5–h6+ Kg8–g7 31. Tf6–f4 f7–f6 32. Tf4xf6 Td2xg2 33. Sh6–f5+ Kg7–g8 34. Tf6xf8+ Kg8xf8 35. Dg5–e7+ nebst Matt. Aber tatsächlich konnte sich Schwarz einfach mit 32. … Tf8xf6! 33. Dg5xf6+ Kg7xh6 wehren, und nach 34. Df6–f8+ Kh6–g5 (oder Kh6–h5) hat Weiß nur ein Dauerschach. Doch dies vermochte Karpow mit nur noch Sekunden auf der Uhr nicht zu erfassen und fürchtete das Springerschach: 29. … Kh8? – eine interessante Symmetrie der Königszüge bei umgekehrter Bewertung. Nun dringt der Angriff auf der langen Diagonale durch: 30. Sd4! Nach einem Abzug des Se5 gewinnt nun leicht Tf6xf7. 30. … Txd4 31. Dxe5 und Schwarz überschritt die Zeit. 1 : 0 (Stand: Kasparow 4½ : 3½ Karpow)
Hätte Karpow weiterspielen können, wäre bei beiderseits bestem Spiel 31. … Td4–d2 32. De5–e7 Td2–d8 33. Tf6xf7 Tf8xf7 34. Tf1xf7 Kh8–g8(!) die Folge gewesen. Dann hat Weiß einen weiteren prophylaktischen Königszug zur Verfügung: 35. Kh1–h2! – danach ist Schwarz gegen die Drohung e3–e4–e5 mit Abschirmung der schwarzen Dame und Mattangriff wehrlos, während er nach 35. e4 ohne den vorherigen Königszug noch Db2–c1+ nebst Dc1–h6 gehabt hätte.

## 9. Partie
Nach der sehr taktischen 8. Partie war der Besucherandrang bei dieser Partie besonders groß. Doch die 9. Partie schloss zur Enttäuschung der Zuschauer eher an die langweiligen Partien eins und drei an. Kasparow spielte wiederum sein „repariertes“ Grünfeld-Indisch. Karpow brachte eine Neuerung: Mit 13. Sd4 befragte er zwei gegnerische Figuren, Sc6 und Lf5. Hätte Schwarz mit 13. … Sc6xd4 14. e3xd4 getauscht, so hätte Karpow zwar wie in der Vorpartie einen Isolani im Zentrum gehabt, diesmal aber unter günstigen, Vorteil versprechenden Bedingungen mit Angriff auf der offenen e-Linie. Kasparow wählte aber den soliden Rückzug 13. … Ld7, worauf die Partie schnell Remis endete.
Anatoli Karpow – Garri Kasparow
London, 20. August 1986
Grünfeld-Indische Verteidigung, D82
1. d4 Sf6 2. c4 g6 3. Sc3 d5 4. Lf4 Lg7 5. e3 c5 6. dxc5 Da5 7. Tc1 dxc4 8. Lxc4 0–0 9. Sf3 Dxc5 10. Lb3 Sc6 11. 0–0 Da5 12. h3 Lf5 13. Sd4 Ld7 14. De2 Sxd4 15. exd4 e6 16. Ld2 Db6 17. Tfd1 Lc6 18. Le3 Da5 19. Ld2 Db6 20. Le3 Da5 Remis durch Stellungswiederholung ½ : ½ (Stand: Kasparow 5 : 4 Karpow)

## 10. Partie
In der 10. Partie eröffnete Karpow wieder mit dem Damengambit, aber Kasparow lenkte in eine andere Variante als in der 8. Partie ein, um einer möglichen Verbesserung Karpows zuvorzukommen. Auch diese Partie verlief wenig aufsehenerregend. Das größte Spannungsmoment kam im 13. Zug auf, als Karpow das Zentrum sprengte und die Stellung öffnete, obwohl er klaren Entwicklungsrückstand hatte. Dies ist zwar üblicherweise ein strategischer Fehler, wie auch in einem Schachbuch Karpows zu lesen ist; obwohl Kasparow infolgedessen sehr viel Druck auf Karpows Stellung aufbauen konnte, schaffte es dieser, sich präzise zu verteidigen. Es entstand ein Endspiel mit Läufer gegen Springer, das nach Abbruch Remis endete.
Garri Kasparow – Anatoli Karpow
London, 22. August 1986
Abgelehntes Damengambit, D55
1. d4 d5 2. c4 e6 3. Sc3 Le7 4. Sf3 Sf6 5. Lg5 h6 6. Lxf6 Lxf6 7. e3 0–0 8. Tc1 c6 9. Ld3 Sd7 10. 0–0 dxc4 11. Lxc4 e5 12. h3 exd4 13. exd4 c5?! Sicherer war es wohl, … Sb6 Lb3 Te8 mit baldigem … Lf5 zu spielen. 14. Lb3 cxd4 15. Sd5 b6 16. Sxd4 Lxd4 17. Dxd4 Sc5 18. Lc4 Lb7 19. Tfd1 Tc8 20. Dg4 Lxd5 21. Txd5 De7 22. Tcd1 De4 23. Dxe4 Sxe4 24. La6 Sf6 25. Lxc8 Sxd5 26. La6 Sf6 27. f4 Te8 28. Kf2 Kf8 29. Kf3 Te7 30. Td8+ Te8 31. Txe8+ Sxe8 32. Ke4 Ke7 33. Lc4 Sc7 34. Ke5 f6+ 35. Kf5 Se8 36. Ke4 Sc7 37. h4 Kd6 38. Kf5 Ke7 39. Kg6 Kf8 40. Kf5 Ke7 41. Ke4 Kd6 42. g4 Ke7 43. b4 Kd6 Remis ½ : ½ (Stand: Kasparow 5½ : 4½ Karpow)

## 11. Partie
|   | a | b | c | d | e | f | g | h |   |
| 8 |   |   |   |   |   |   |   |   | 8 |
| 7 |   |   |   |   |   |   |   |   | 7 |
| 6 |   |   |   |   |   |   |   |   | 6 |
| 5 |   |   |   |   |   |   |   |   | 5 |
| 4 |   |   |   |   |   |   |   |   | 4 |
| 3 |   |   |   |   |   |   |   |   | 3 |
| 2 |   |   |   |   |   |   |   |   | 2 |
| 1 |   |   |   |   |   |   |   |   | 1 |
|   | a | b | c | d | e | f | g | h |   |

Die 11. Partie war die spannendste und schachlich interessanteste Remispartie des Wettkampfes. Beide spielten dieselbe Variante wie in der 9. Partie, wobei Karpow im 13. Zug abwich. Im 15. Zug – sein Läufer auf f4 stand angegriffen – opferte er statt eines Rückzuges unerwartet die Qualität. Kasparow nahm es jedoch nicht an und führte Verwicklungen herbei, in denen Karpow seine Gewinnmöglichkeiten nicht nutzte.
Anatoli Karpow – Garri Kasparow
London, 25. August 1986
Grünfeld-Indische Verteidigung, D82
1. d4 Sf6 2. c4 g6 3. Sc3 d5 4. Lf4 Lg7 5. e3 c5 6. dxc5 Da5 7. Tc1 dxc4 8. Lxc4 0–0 9. Sf3 Dxc5 10. Lb3 Sc6 11. 0–0 Da5 12. h3 Lf5 13. De2 Se4 14. Sd5 e5 15. Txc6!? Die Pointe lag in der Springer-Rundwanderung 15. … b7xc6 16. Sd5–e7+ Kg8–h8 17. Se7xc6 Da5–b6 18. Sc6xe5, wonach Weiß in ruhiger Stellung zwei Bauern für die Qualität hat, aber keinen nennenswerten Vorteil. Kasparow wählte jedoch eine Fortsetzung mit Verwicklungen: exf4 16. Tc7 Le6 17. De1 Db5 18. Se7+ Kh8 19. Lxe6 fxe6 20. Db1 Sg5 21. Sh4 Sxh3+ 22. Kh2 Dh5? (siehe Diagramm) Besser war 22. … fxe3, da Weiß nun nichts besseres als 23. Sexg6+ hxg6 24 Sxg6+ Kg8 25. Se7+ Kh8 mit Dauerschach hat. 23. Sexg6+ Das sieht selbstverständlich aus, da die Angriffslinie des Turmes c7 freigelegt wird, und der Springer h4 als Sperrstein gegen ein schwarzes Abzugsschach stehen bleibt. Doch ausschlaggebend wäre gewesen, dass der Se7 den schwarzen König einklemmt und die offene h-Linie für Weiß zur Angriffslinie wird: Mit 23. Sh4xg6+! h7xg6 24. Db1xg6 hätte Karpow entscheidenden Vorteil erreicht, etwa nach 24. … Dh5–e5 25. Kh2xh3 Tf8–f6 26. Kh3–g4! mit einem Wanderkönig und siegreichem Angriff auf der h-Linie. Stattdessen folgte 23. … hxg6 24. Dxg6 De5! 25. Tf7 Txf7 26. Dxf7 Sg5 27. Sg6+ Kh7 28. Sxe5 Sxf7 29. Sxf7 Kg6 30. Sd6 fxe3 31. Sc4 exf2 32. Txf2 b5 33. Se3 a5 34. Kg3 a4 35. Tc2 Tf8 36. Kg4 Ld4 37. Te2 Lxe3 38. Txe3 Tf2 39. b3 Txg2+ 40. Kf3 Txa2 41. bxa4 mit Remis. ½ : ½ (Stand: Kasparow 6 : 5 Karpow)

## 12. Partie
Die 12. Partie, welche die Londoner Hälfte des Wettkampfes abschloss, fiel wieder etwas unspektakulärer aus. Erstmals schien es so, als ob Kasparow mit Weiß nicht mit ganzer Kraft auf Sieg spiele. Entsprechend ereignislos verlief die Partie.
Garri Kasparow – Anatoli Karpow
London, 27. August 1986
Abgelehntes Damengambit, D55
1. d4 d5 2. c4 e6 3. Sc3 Le7 4. Sf3 Sf6 5. Lg5 h6 6. Lxf6 Lxf6 7. e3 0–0 8. Tc1 c6 9. Ld3 Sd7 10. 0–0 dxc4 11. Lxc4 c5 12. De2 a6 13. Tfd1 cxd4 14. Sxd4 De7 15. Se4 Le5 16. Sf3 Lb8 17. Dd2 b5 18. Le2 Sf6 19. Sxf6+ Dxf6 20. Dd4 Lb7 21. Dxf6 gxf6 22. b3 f5 23. g3 Lxf3 24. Lxf3 Ta7 25. Tc6 Kg7 26. Le2 Le5 27. h3 Lf6 28. Tdd6 Tfa8 29. Kg2 Le7 30. Td2 b4 31. g4 fxg4 32. hxg4 a5 33. f4 Td8 34. Txd8 und remis ½ : ½ (Stand: Kasparow 6½ : 5½ Karpow)

## 13. Partie
|   | a | b | c | d | e | f | g | h |   |
| 8 |   |   |   |   |   |   |   |   | 8 |
| 7 |   |   |   |   |   |   |   |   | 7 |
| 6 |   |   |   |   |   |   |   |   | 6 |
| 5 |   |   |   |   |   |   |   |   | 5 |
| 4 |   |   |   |   |   |   |   |   | 4 |
| 3 |   |   |   |   |   |   |   |   | 3 |
| 2 |   |   |   |   |   |   |   |   | 2 |
| 1 |   |   |   |   |   |   |   |   | 1 |
|   | a | b | c | d | e | f | g | h |   |

In der 13. Partie wurde dieselbe Eröffnung wie in der 3. Partie gespielt. Diesmal entstand eine ausgeglichene, aber verschachtelte Stellung mit vielen symmetrischen Elementen, insbesondere je einem starken Springer im Zentrum. Wieder wurde die Zeitnot zum entscheidenden Faktor, da beide Spieler nach 27 Zügen nur noch etwa 15 Minuten auf der Uhr hatten. Nach einem fehlerhaften Manöver Karpows errang Kasparow Gewinnstellung, vergab sie jedoch wieder. Im Endspiel konnte Karpow trotz Mehrbauer für Kasparow durch ungleichfarbige Läufer und aktives Spiel das Gleichgewicht aufrechterhalten.
Anatoli Karpow – Garri Kasparow
Leningrad, 5. September 1986
Grünfeld-Indische Verteidigung, D79
1. d4 Sf6 2. c4 g6 3. Sf3 Lg7 4. g3 c6 5. Lg2 d5 6. cxd5 cxd5 7. Sc3 0–0 8. Se5 e6 9. 0–0 Sfd7 10. f4 f6 11. Sf3 Sc6 12. Le3 Sb6 13. Lf2 f5 14. Se5 Ld7 15. Dd2 Sc8 16. De3 Kh8 17. Tfd1 Sd6 18. b3 Tc8 19. Tac1 Le8 20. Le1 Lf6 21. Sa4 b6 22. Sb2 Se4 23. Sbd3 g5 24. Sxc6 Lxc6 25. Se5 gxf4 26. gxf4 Le8 27. Dh3 Tg8 28. Kf1 Txc1 29. Txc1 h5 30. Lb4?! Karpow will den Läufer aktivieren, vernachlässigt aber die schwarzen Felder in seinem Lager. 30. … a5! 31. La3? Lxe5! Dies geht nun, da Weiß nicht mehr das für Schwarz gefährliche Le1–h4! spielen kann. 32. dxe5 Tg4! 33. Lxe4? (siehe Diagramm) dxe4? Es war verlockend, die d-Linie für die Dame zu öffnen, doch nach 33. … f5xe4! wäre das zentrale Bauernpaar zum unlösbaren Problem für Weiß geworden. Nun hält Weiß durch aktives Spiel die Balance. 34. Ld6 Txf4+ 35. Ke1 Tg4 36. De3 Dg5 37. Dxg5 Txg5 38. Tc8 Tg8 39. e3 h4 40. h3 a4 und Remis wegen der ungleichfarbigen Läufer und des aktiven weißen Turmes. ½ : ½ (Stand: Kasparow 7 : 6 Karpow)

## 14. Partie
|   | a | b | c | d | e | f | g | h |   |
| 8 |   |   |   |   |   |   |   |   | 8 |
| 7 |   |   |   |   |   |   |   |   | 7 |
| 6 |   |   |   |   |   |   |   |   | 6 |
| 5 |   |   |   |   |   |   |   |   | 5 |
| 4 |   |   |   |   |   |   |   |   | 4 |
| 3 |   |   |   |   |   |   |   |   | 3 |
| 2 |   |   |   |   |   |   |   |   | 2 |
| 1 |   |   |   |   |   |   |   |   | 1 |
|   | a | b | c | d | e | f | g | h |   |

In der 14. Partie bekamen die Zuschauer erstmals die Spanische Eröffnung zu sehen. Die beiden Kontrahenten schwenkten in eine zu jener Zeit aktuelle Variante ein, in der Schwarz dem Gegner die Vorherrschaft im Zentrum überlässt, um mit einer Bauernwalze am Damenflügel anzugreifen. Um einem möglichen weißen Überfall am Königsflügel vorzubeugen, tauschte Karpow einige Figuren ab und ließ dabei eine Zerrüttung seiner Bauernstellung zu. Trotzdem bewerteten die Meister im Analyseraum die Stellung nicht als schlecht für ihn. Erst im 22. Zug wurden die Pfade der Hausanalyse verlassen, und beide Spieler mussten viel Zeit investieren. Kasparows Abtausch im 24. Zug widersprach etlichen strategischen Prinzipien: Er tauschte seinen Angriffsläufer, der obendrein a3 deckte, verbesserte die schwarze Bauernstellung und gab Karpows Läufer auf f8 die Bahn frei. Allerdings war dies wegen der unangenehmen schwarzen Drohung Se5–c4 mehr oder weniger erzwungen und die Stellung im Anschluss trotzdem nicht schlecht. In den weiteren Verwicklungen hatte Kasparow wiederum die besseren Chancen, und nachdem Karpow im weiteren Verlauf den falschen Weg zur Deckung seines angegriffenen Bauern e5 wählte, lenkte Kasparow in ein gewonnenes Endspiel ein. Entscheidend war sein gedeckter Freibauer auf d5, während Karpows einzelner d-Bauer nicht mehr zu halten war.
Garri Kasparow – Anatoli Karpow
Leningrad, 8. September 1986
Spanische Partie, Geschlossene Verteidigung, Saizew-Variante, C92
1. e4 e5 2. Sf3 Sc6 3. Lb5 a6 4. La4 Sf6 5. 0–0 Le7 6. Te1 b5 7. Lb3 d6 8. c3 0–0 9. h3 Lb7 10. d4 Te8 11. Sbd2 Lf8 12. a4 h6 13. Lc2 exd4 14. cxd4 Sb4 15. Lb1 c5 16. d5 Sd7 17. Ta3 c4 18. axb5 axb5 19. Sd4 Txa3 20. bxa3 Sd3 21. Lxd3 cxd3 22. Lb2 Da5 23. Sf5 Se5 (siehe Diagramm) 24. Lxe5 dxe5 25. Sb3 Db6 26. Dxd3 Ta8 27. Tc1 g6 28. Se3 Lxa3 29. Ta1 Ta4 30. Sg4 Lf8?! 31. Tc1 Dd6?! Nach 2 ungenauen Zügen in Folge ist es nun nur mehr eine Frage der Technik. 32. Sc5 Tc4 33. Txc4 bxc4 34. Sxb7 cxd3 35. Sxd6 Lxd6 36. Kf1! Kg7 37. f3 f5 38. Sf2 d2 39. Ke2 Lb4 40. Sd3 Lc3 41. Sc5 Nach Abbruch gab Karpow die Partie auf. 1 : 0 (Stand: Kasparow 8 : 6 Karpow)

## 15. Partie
Überraschend nahm Kasparow nach seinem Sieg, der ihm zwei Punkte Vorsprung bescherte, seine zweite Auszeit. In der folgenden 15. Partie vermochte Karpow die schwarze Stellung nicht zu knacken. Kasparow brachte einen Springer in eine zeitweilig sehr passive Position auf c8, von wo er nicht ohne weiteres wieder abziehen konnte und obendrein die Verbindung der schwarzen Türme unterbrach – beides schwerwiegende strategische Nachteile. Doch obwohl Karpow zwischenzeitlich einen Bauern gewann, gelang es ihm weder, nachhaltigen Vorteil zu erzielen, noch, den Bauern zu behalten.
Anatoli Karpow – Garri Kasparow
Leningrad, 12. September 1986
Grünfeld-Indische Verteidigung, Russisches System, Smyslow-Variante, D98
1. d4 Sf6 2. c4 g6 3. Sc3 d5 4. Sf3 Lg7 5. Db3 dxc4 6. Dxc4 0–0 7. e4 Lg4?! … a6 8. Le3 Sfd7 9. Td1 Sc6 10. Le2 Sb6 11. Dc5 Dd6 12. e5 Dxc5 13. dxc5 Sc8 14. Sb5 Tb8 15. Sxc7 e6 16. Sb5 S8e7 17. Td2 b6 18. cxb6 axb6 19. Lg5 Sf5 20. b3 h6 21. Lf6 Lxf3 22. Lxf3 Sxe5 23. Lxe5 Lxe5 24. 0–0 Tfd8 25. Tfd1 Txd2 26. Txd2 Tc8 27. g3 Tc1+ 28. Kg2 Kf8 29. Le4 Ke7 und remis. ½ : ½ (Stand: Kasparow 8½ : 6½ Karpow)

## 16. Partie
|   | a | b | c | d | e | f | g | h |   |
| 8 |   |   |   |   |   |   |   |   | 8 |
| 7 |   |   |   |   |   |   |   |   | 7 |
| 6 |   |   |   |   |   |   |   |   | 6 |
| 5 |   |   |   |   |   |   |   |   | 5 |
| 4 |   |   |   |   |   |   |   |   | 4 |
| 3 |   |   |   |   |   |   |   |   | 3 |
| 2 |   |   |   |   |   |   |   |   | 2 |
| 1 |   |   |   |   |   |   |   |   | 1 |
|   | a | b | c | d | e | f | g | h |   |

In der 16. Partie, die laut Hans-Joachim Hecht die „phantastischste“ des Wettkampfes war, wiederholten beide schnell dieselbe Variante wie in der 14. Partie, sichtlich jeweils im Vertrauen darauf, die besseren Karten zu haben. Kasparow wich im 18. Zug ab, Karpow wartete jedoch sofort mit einer Neuerung auf. Durch ein Bauernopfer im 19. Zug stellte er Weiß vor Probleme, was sich auch in der verbrauchten Bedenkzeit äußerte: Im 22. Zug hatte Kasparow bereits eine Stunde Bedenkzeit verbraucht, aber fast zur Gänze für die letzten vier Züge, während Karpow nur 14 Minuten benötigt hatte. Beide steuerten auf eine maximale Verschärfung zu: Anstatt Karpows Druckspiel am Damenflügel Konter zu geben, entschied sich Kasparow für einen Durchbruch im Zentrum, gefolgt von einem kompromisslosen Gegenangriff am Königsflügel, welcher nach einem turbulenten Partieverlauf schließlich zum Sieg führte.
Garri Kasparow – Anatoli Karpow
Leningrad, 15. September 1986
Spanische Partie, Geschlossene Verteidigung, Saizew-Variante, C92
1. e4 e5 2. Sf3 Sc6 3. Lb5 a6 4. La4 Sf6 5. 0–0 Le7 6. Te1 b5 7. Lb3 d6 8. c3 0–0 9. h3 Lb7 10. d4 Te8 11. Sbd2 Lf8 12. a4 h6 13. Lc2 exd4 14. cxd4 Sb4 15. Lb1 c5 16. d5 Sd7 17. Ta3 c4 18. Sd4 Df6 19.S2f3 Sc5 20. axb5 axb5 21. Sxb5 Txa3 22. Sxa3 La6 23. Te3 Tb8 24. e5 dxe5 25. Sxe5 Sbd3? Jetzt verschärft sich der Kampf: Die Bauern b2 und f2 sind angegriffen. Kasparow hatte hier den vielseitigen Zug 26. Dd1–c2! zur Verfügung, was b2 und f2 deckt, c4 angreift und eine starke Batterie mit Dame und Läufer b1 aufbaut: Der Springer d3 kann nicht abziehen, weil sonst Dc2–h7 matt erfolgt. Danach hätte Karpow um das Remis kämpfen müssen (daher wäre 25. … Sc5–d3 besser gewesen, wonach der Sb4 weiterhin c2 deckt). Stattdessen spielte Kasparow 26. Sg4?!, was ebenfalls f2 deckt, die Dame angreift und h6 aufs Korn nimmt. Konsequent folgte weiter 26. … Db6 27. Tg3 g6 28. Lxh6 Dxb2 29. Df3 Karpow hatte noch 49 Minuten auf der Uhr, Kasparow nur noch 18 – doch nun gab es keine andere Wahl mehr, als auf Königsangriff zu spielen. 29. … Sd7 Nach 29. … Db2xa3 30. Sg4–f6+ Kg8–h8 31. Df3–h5! erreicht Weiß Dauerschach (31. … g6xh5? 32. Tg3–g8 matt), und Karpow spielt ja auf Gewinn. 30. Lxf8 Kxf8. Nun liegt der Angriffszug Sg4–h6 in der Luft, aber im Moment würde dies durch Db2–c1+! nebst Dc1xh6 widerlegt werden. Daher spielte Kasparow hier genau jenes präventive Königmanöver, das in Partie 8 nicht mehr ausgeführt wurde: 31. Kh2! Karpow setzte konsequent seinen Sturm am Damenflügel fort: 31. … Tb3, aber verbrauchte nach 32. Lxd3 29 seiner 32 verbliebenen Minuten auf der Suche nach einem Gewinnweg – vergeblich. Er entschloss sich zu 32. … cxd3?! – sicherer war, mit dem Turm zu nehmen, wie noch zu sehen sein wird. Wie schon in der 14. Partie brachte der Bauer auf d3 Karpow kein Glück. Im nun folgenden „Blitzschach“ entschied Kasparow die Partie. 33. Df4! Ein vielseitiger Angriffszug, der unter anderem eine Flucht des schwarzen Königs auf den Damenflügel verhindern sollte. Karpows letzte Chance auf ein Remis war nun das Bauernopfer 33. … d2! mit Ablenkung der weißen Dame. Er wähnte sich jedoch im Vorteil und zog 33. … Dxa3?? 34. Sh6 De7. Nach Kf8–e7 gewinnt Weiß mit der Folge 35. Tg3–e3+ Ke7–d8 36. Sh6–f7+ Kd6–c8 37. Sf7–d6+, und auf Kc8–c7(b8) gewinnt das Abzugsschach 38. Sd6–c4+ die Dame. 35. Txg6 De5 (siehe Diagramm) Nun würde Kasparow nicht gewinnen, wenn er die gefesselte Dame tauschen müsste – wenngleich er den Läufer a6 gewinnt, sichert der Bauer d3 das Remis. Kasparow spielte jedoch 36. Tg8+ Ke7 37. d6+! Das hatte Karpow übersehen: Die Dame fällt entweder durch eine Springergabel auf f7 oder f5, oder wie in der Partie. Hätte Karpow im 32. Zug mit dem Turm geschlagen, wäre das Feld d6 durch diesen geschützt gewesen. 37. … Ke6 38. Te8+ Kd5 39. Txe5+ Sxe5 40. d7 Tb8 41. Sxf7 und Karpow gab auf. 1 : 0 (Stand: Kasparow 9½ : 6½ Karpow)
Das Publikum brach in Jubel aus wie selten zuvor in der Schachgeschichte. Schiedsrichter Lothar Schmid versuchte die Ordnung wiederherzustellen, und Kasparow verließ kurz die Bühne. Karpow nutzte das und „floh“, ohne Handschlag. Dann kam Kasparow zurück und genoss den Applaus.

## 17. Partie
Kasparow verfiel durch den allgemeinen Jubel über seine Dreipunkteführung in denselben Fehler wie nach der 4. Partie und nahm Karpow als Gegner nicht mehr hinreichend ernst. Dies zeigte sich schon in der 17. Partie, als er dieselbe Eröffnung wie in der 15. spielte, obwohl er mit Sicherheit annehmen musste, dass Karpows Analyseteam eine Verbesserung vorbereiten würde. Im Gegensatz zur 16. Partie kam Karpow ihm mit einer Abweichung zuvor. Kasparow ging glatt unter, ohne die besten Verteidigungszüge zu finden. Die Partie erinnert in Kasparows Hilflosigkeit an die fünfte, wozu auch der wiederum erfolglos vorgestoßene a-Bauer beiträgt.
Anatoli Karpow – Garri Kasparow
Leningrad, 17. September 1986
Grünfeld-Indische Verteidigung, Russisches System, Smyslow-Variante, D98
1. d4 Sf6 2. c4 g6 3. Sc3 d5 4. Sf3 Lg7 5. Db3 dxc4 6. Dxc4 0–0 7. e4 Lg4 8. Le3 Sfd7 9. Td1 Sc6 10. Le2 Sb6 11. Dc5 Dd6 12. e5 Dxc5 13. dxc5 Sc8 14. h3 Lxf3 15. Lxf3 Lxe5 16. Lxc6 bxc6 17. Ld4 Lf4 18. 0–0 a5 19. Tfe1 a4?! 20. Te4 Lh6 21. Le5 a3 22. b3 Sa7 23. Td7 Lc1 24. Txc7 Lb2 25. Sa4 Sb5 26. Txc6 Tfd8 27. Tb6 Td5? 28. Lg3 Sc3 29. Sxc3 Lxc3 30. c6 Ld4 31. Tb7 Schwarz gab auf. 1 : 0 (Stand: Kasparow 9½ : 7½ Karpow)

## 18. Partie
|   | a | b | c | d | e | f | g | h |   |
| 8 |   |   |   |   |   |   |   |   | 8 |
| 7 |   |   |   |   |   |   |   |   | 7 |
| 6 |   |   |   |   |   |   |   |   | 6 |
| 5 |   |   |   |   |   |   |   |   | 5 |
| 4 |   |   |   |   |   |   |   |   | 4 |
| 3 |   |   |   |   |   |   |   |   | 3 |
| 2 |   |   |   |   |   |   |   |   | 2 |
| 1 |   |   |   |   |   |   |   |   | 1 |
|   | a | b | c | d | e | f | g | h |   |

Der Eröffnungsverlauf der 18. Partie verhieß einen nahtlosen Anschluss an die 16. Partie, obwohl Kasparow wieder auf 1. d2–d4 umstieg. Karpow erreichte wie schon zu Beginn des Wettkampfes mit Nimzowitsch-Indisch keinen Ausgleich. Mit wuchtigen und doch genauen Angriffszügen auf beiden Flügeln nahm Kasparow seinen Gegner in die Zange und erzielte Vorteil. Allerdings geriet er auf der Suche nach einem zwingenden Gewinnweg in Zeitnot und verdarb eine vorteilhafte Stellung noch zum Verlust.
Garri Kasparow – Anatoli Karpow
Leningrad, 19.–20. September 1986
Nimzowitsch-Indische Verteidigung, E21
1. d4 Sf6 2. c4 e6 3. Sf3 b6 4. Sc3 Lb4 5. Lg5 Lb7 6. e3 h6 7. Lh4 Lxc3+ 8. bxc3 d6 9. Sd2 g5 10. Lg3 De7 11. a4 a5 12. h4 Tg8 13. hxg5 hxg5 14. Db3 Sa6 15. Tb1 Kf8 16. Dd1 Lc6 17. Th2 Kg7 18. c5 bxc5 19. Lb5 Sb8 20. dxc5 d5 21. Le5 Kf8 22. Th6 Se8 23. Dh5 f6 24. Th7 Sg7 25. Df3 Kf7 26. Dh5+ Kf8 27. Df3 Kf7 28. Th6 Se8 29. e4 g4 30. Df4 Lxb5 31. Txb5 Sd7 32. Lxc7 Sxc5 33. De3 Sxe4 34. Sxe4 dxe4 35. Lxa5 f5 36. Lb4 Dd7 37. Dd4 Ta7 (siehe Diagramm) Nach diesem Zug war der Sieg für Kasparow in greifbare Nähe gerückt. Der Königsangriff von zwei Seiten und die beiden weißen Freibauern am Damenflügel stellten Schwarz vor unlösbare Probleme. Züge wie 38. Lb4–c5! und 38. Dd4–e5! hätten bei bester Verteidigung klar gewonnene Endspiele ergeben. Doch mit nur noch Sekunden auf der Uhr griff Kasparow fehl: 38. Th7+? Dieses Schach lockert nur die Umklammerung. 38. … Sg7 39. a5? Mit dem vorletzten Zug vor der Zeitkontrolle wirft Kasparow die Partie endgültig weg. Nach 39. Lb4–c5 hätte er immer noch Gewinnchancen gehabt. 39. … Kg6?! So erreicht Karpow ein vorteilhaftes Endspiel, aber noch besser wäre 39. … Dd7xb5! 40. Dd4xa7+ Kf7–g6 41. Th7–h4 Tg8–d8! gewesen, und auf einmal ist der Spieß umgedreht: Schwarz hat entscheidenden Königsangriff. 40. Dxd7 Txd7 41. Th4 Der Abgabezug. Bei der Wiederaufnahme am nächsten Tag gerieten Kasparows König und die ihn umgebenden Bauern durch die schwarzen Türme in Bedrängnis. Die weiße Stellung ist nicht mehr zu halten. 41. … Td8 42. c4 Td1+ 43. Ke2 Tc1 44. a6 Tc2+ 45. Ke1 Ta2 46. Tb6 Td3 47. c5 Ta1+ 48. Ke2 Ta2+ 49. Ke1 g3 50. fxg3 Txg3 51. Kf1 Tgxg2 52. Le1 Tgc2 53. c6 Ta1 54. Th3 f4 55. Tb4 Kf5 56. Tb5+ e5 57. Ta5 Td1 58. a7? Auch 58. c6–c7 hätte Weiß zwar keine echten Remischancen geboten, aber noch Probleme gestellt. 41. … e3 Kasparow gab wegen undeckbaren Matts auf. 0 : 1 (Stand: Kasparow 9½ : 8½ Karpow)

## 19. Partie
|   | a | b | c | d | e | f | g | h |   |
| 8 |   |   |   |   |   |   |   |   | 8 |
| 7 |   |   |   |   |   |   |   |   | 7 |
| 6 |   |   |   |   |   |   |   |   | 6 |
| 5 |   |   |   |   |   |   |   |   | 5 |
| 4 |   |   |   |   |   |   |   |   | 4 |
| 3 |   |   |   |   |   |   |   |   | 3 |
| 2 |   |   |   |   |   |   |   |   | 2 |
| 1 |   |   |   |   |   |   |   |   | 1 |
|   | a | b | c | d | e | f | g | h |   |

In der 19. Partie tischte Karpow im 14. Zug eine Neuerung auf, die die Schwächen der schwarzen Eröffnung herausstellte und Kasparow zu einem Qualitätsopfer zwang – über diesen Schritt und die Stellungsbewertung in Folge wurde kontrovers diskutiert. Karpow beendete schließlich die Verwicklungen zu seinem Vorteil: Er erzielte ein Endspiel Läufer gegen Springer mit einem Mehrbauer.
Anatoli Karpow – Garri Kasparow
Leningrad, 24. September 1986
Grünfeld-Indische Verteidigung, Russisches System, D97
1. d4 Sf6 2. c4 g6 3. Sc3 d5 4. Sf3 Lg7 5. Db3 dxc4 6. Dxc4 0–0 7. e4 Sa6 8. Le2 c5 9. d5 e6 10. 0–0 exd5 11. exd5 Lf5 12. Lf4 Te8 13. Tad1 Se4 14. Sb5! (siehe Diagramm) Df6 15. Ld3 Sb4 16. Sc7 Sxd3 17. Sxe8 Txe8 18. Dxd3 Dxb2 19. Tde1 Db4 20. Sd2 Da4 21. Dc4 Dxc4 22. Sxc4 Lc3 23. Sd2 Lxd2 24. Lxd2 Ld7 25. Lf4 Lb5 26. f3 g5 27. Lxg5 Lxf1 28. Kxf1 Sd6 29. Le7 Sc8 30. Lxc5 Td8 31. Te5 f6 32. Tf5 b6 33. Ld4 Se7 34. Lxf6 Txd5 35. Tg5+ Txg5 36. Lxg5 Sc6 37. Ke2 Kf7 38. Kd3 Ke6 39. Kc4 Se5+ 40. Kd4 Sc6+ Kasparow gab nach Abbruch die Partie ohne Wiederaufnahme auf. 1 : 0 (Stand: Kasparow 9½ : 9½ Karpow)

## 20. Partie
Nach seinem unerwarteten Ausgleich nahm Karpow seine letzte Auszeit, obwohl er Kasparow damit Zeit gab, sich wieder zu fangen. Vermutlich sah er Bedarf für eine bessere Eröffnungsvorbereitung, nachdem er dreimal in Folge mit Schwarz in Verluststellung geraten war. In der 20. Partie beendeten beide ihre Negativserien und begnügten sich mit einem bescheidenen Remis nach der Katalanischen Eröffnung und 21 Zügen – das einzige Kurzremis im Wettkampf, in dem Kasparow Weiß hatte.
Garri Kasparow – Anatoli Karpow
Leningrad, 29. September 1986
Katalanische Eröffnung, Geschlossene Variante, E06
1. d4 Sf6 2. c4 e6 3. g3 d5 4. Lg2 Le7 5. Sf3 0–0 6. 0–0 dxc4 7. Dc2 a6 8. Dxc4 b5 9. Dc2 Lb7 10. Lg5 Sbd7 11. Lxf6 Sxf6 12. Sbd2 Tc8 13. Sb3 c5 14. dxc5 Ld5 15. Tfd1 Lxb3 16. Dxb3 Dc7 17. a4 Dxc5 18. axb5 axb5 19. Sd4 b4 20. e3 Tfd8 21. Td2 Db6 Remis. ½ : ½ (Stand: Kasparow 10 : 10 Karpow)

## 21. Partie
In der 21. Partie überraschte Kasparow, indem er erstmals mit der Damenindischen Verteidigung antwortete. Karpow versuchte ihn hartnäckig unter Druck zu setzen, doch blieb die Partie im Mittel- und Endspiel stets innerhalb der Remisbreite.
Anatoli Karpow – Garri Kasparow
Leningrad, 1. Oktober 1986
Damenindische Verteidigung, E15
1. d4 Sf6 2. c4 e6 3. Sf3 b6 4. g3 La6 5. b3 Lb4+ 6. Ld2 Le7 7. Lg2 0–0 8. 0–0 d5 9. Se5 c6 10. Lc3 Sfd7 11. Sxd7 Sxd7 12. Sd2 Tc8 13. e4 dxc4 14. bxc4 b5 15. Te1 bxc4 16. Dc2 Dc7 17. Sf1 e5 18. Se3 exd4 19. Lxd4 Lc5 20. Lxc5 Sxc5 21. Sxc4 Tfd8 22. Tad1 Txd1 23. Txd1 Td8 24. Txd8+ Dxd8 25. h4 Dd4 26. Db2 Dxb2 27. Sxb2 f6 28. f3 Kf7 29. Lf1 Lb5 30. Kf2 Ke6 31. Lc4+ Kd6 32. Ke3 Sd7 33. f4 Sb6 34. Lg8 h6 35. Sd3 Sd7 36. Kd4 c5+ 37. Kc3 Lc6 38. Sf2 Sb6 39. Lb3 Sa8 40. Kd3 Sb6 41. Lc2 Lb5+ 42. Kc3 Sa4+ 43. Kd2 c4 44. e5+ fxe5 45. Se4+ Ke6 Remis ½ : ½ (Stand: Kasparow 10½ : 10½ Karpow)

## 22. Partie
|   | a | b | c | d | e | f | g | h |   |
| 8 |   |   |   |   |   |   |   |   | 8 |
| 7 |   |   |   |   |   |   |   |   | 7 |
| 6 |   |   |   |   |   |   |   |   | 6 |
| 5 |   |   |   |   |   |   |   |   | 5 |
| 4 |   |   |   |   |   |   |   |   | 4 |
| 3 |   |   |   |   |   |   |   |   | 3 |
| 2 |   |   |   |   |   |   |   |   | 2 |
| 1 |   |   |   |   |   |   |   |   | 1 |
|   | a | b | c | d | e | f | g | h |   |

Die faktische Entscheidung des Wettkampfes zugunsten Kasparows fiel in der 22. Partie. Wieder versuchte Karpow das Damengambit; in der Notwendigkeit, noch eine Partie zu gewinnen, verzichtete er aber auf den in der 10. und 12. Partie gespielten Vorstoß c6–c5 zugunsten einer aktiven Figurenentwicklung. Nach Ungenauigkeiten Karpows kam Kasparow in Vorteil und münzte ihn in einen Sieg um.
Garri Kasparow – Anatoli Karpow
Leningrad, 3.–4. Oktober 1986
Abgelehntes Damengambit, D55
1. d4 Sf6 2. c4 e6 3. Sf3 d5 4. Sc3 Le7 5. Lg5 h6 6. Lxf6 Lxf6 7. e3 0–0 8. Tc1 c6 9. Ld3 Sd7 10. 0–0 dxc4 11. Lxc4 e5 12. h3 exd4 13. exd4 Sb6 14. Lb3 Lf5 15. Te1 a5 16. a3 Te8 17. Txe8+ Dxe8 18. Dd2 Sd7 Diese Neuerung von Karpow gibt Weiß die Initiative. 19. Df4 Lg6 20. h4 Dd8 21. Sa4 h5 Karpow beugt der in manchen Varianten gefährlichen weißen Drohung Df4–g4 mit Angriff auf den Läufer g6 vor, da der Bauer f7 gefesselt ist. Die Konstellation Lg6/Bh5 wurde jedoch im weiteren Verlauf nun ebenso zur Schwäche wie das Feld g5. 22. Te1 b5?! Karpow versuchte ein Gegenspiel am Damenflügel, doch die jetzt entstandene Schwäche von c6 wird zum Problem. 23. Sc3 Db8 24. De3 Weiß hat die e-Linie erobert. 24. … b4?! Das ist harmlos und treibt den Springer nur dorthin, wo er ohnehin wollte. Nach diesen drei Ungenauigkeiten von Karpow erlangte Kasparow klaren Vorteil. Im Folgenden muss Schwarz auf seine Bauernschwächen aufpassen. 25. Se4! bxa3 26. Sxf6+ Sxf6 27. bxa3 Sd5 28. Lxd5 cxd5 29. Se5! Damit hatte Kasparow einen starken Springer auf e5, der den Läufer g6 unter Druck setzte. Die daraus resultierende zeitraubende und zermürbende Verteidigung vermochte Karpow nicht optimal zu bewerkstelligen. 29. … Se5 Dd8 30. Df3 Ta6 31. Tc1 Kh7 32. Dh3 Tb6 33. Tc8 Dd6 34. Dg3! Wenn der schwarze Turm die sechste Reihe verlassen sollte, gewinnt Tb8–h8+! nebst Se5xf7+ die schwarze Dame. 34. … a4? 35. Ta8 Nun ist der a-Bauer verloren, da 35. … Tb6–a6? 36. Se5xf7! Lg6xf7 (sonst matt) 37. Dg3–d3+ den Ta6 gewinnt. Nur aktives Gegenspiel mit dem Turm kann Schwarz noch hoffen lassen. 35. … De6 36. Txa4 Df5 37. Ta7 Tb1+ 38. Kh2 Tc1 39. Tb7 Tc2 40. f3 Td2 (siehe Diagramm) Die Partie wurde nun abgebrochen und mit dem Gewinnzug Kasparows am nächsten Tag fortgesetzt: 41. Sd7! Es droht 42. Sd7–f8+ nebst Tb7–b8 und unparierbaren Mattdrohungen. Dagegen gibt es kein Mittel. 41. … Txd4 42. Sf8+ Kh6 43. Tb4! Nach 43. … Td4xb4 44. a3xb4 d5–d4 mit Durchlaufen beider Bauern entscheidet Weiß die Partie durch eine Dreifachdrohung. 43. … Tc4 44. Txc4 dxc4 45. Dd6! (droht Dd6–d2#) 45. … c3 46. Dd4!. Wegen der Drohung Dd4–e3# verliert Schwarz den Bauern c3, wonach der weiße a-Bauer mindestens ein gewonnenes Endspiel garantiert. Karpow gab auf. 1 : 0 (Stand: Kasparow 11½ : 10½ Karpow)
Diese Partie wurde vom Schachinformator zur besten des zweiten Halbjahres 1986 gewählt. Allgemein erhielt sie außerordentliches Lob von allen Seiten, einschließlich der Exweltmeister Michail Botwinnik, Wassily Smyslow und Michail Tal. Großmeister Miguel Najdorf nannte die Partie „exceptional and exquisite“. Insbesondere 41. Se5–d7! wurde in seiner für einen Abgabezug herausragenden Stärke und Bedeutung gelobt.

## 23. Partie
|   | a | b | c | d | e | f | g | h |   |
| 8 |   |   |   |   |   |   |   |   | 8 |
| 7 |   |   |   |   |   |   |   |   | 7 |
| 6 |   |   |   |   |   |   |   |   | 6 |
| 5 |   |   |   |   |   |   |   |   | 5 |
| 4 |   |   |   |   |   |   |   |   | 4 |
| 3 |   |   |   |   |   |   |   |   | 3 |
| 2 |   |   |   |   |   |   |   |   | 2 |
| 1 |   |   |   |   |   |   |   |   | 1 |
|   | a | b | c | d | e | f | g | h |   |

In der Notwendigkeit, die letzten beiden Partien zu gewinnen, eröffnete Karpow erstmals nicht mit 1. d2–d4 – er versuchte 1. Sg1-f3. Doch er ließ nichts folgen, was Kasparow hätte unter Druck setzen können. In der ruhigen Positionspartie setzte im Gegenteil Kasparow die Akzente, vor allem mit einem ungewöhnlichen, offensiven Turmmanöver. Nach dem Remisschluss im 31. Zug war Kasparows Weltmeistertitel sichergestellt.
Anatoli Karpow – Garri Kasparow
Leningrad, 6. Oktober 1986
Englische Symmetrievariante, A30
1. Sf3 Sf6 2. c4 b6 3. g3 c5 4. Lg2 Lb7 5. 0–0 g6 6. d4 cxd4 7. Dxd4 Lg7 8. Sc3 d6 9. Td1 Sbd7 10. b3 Tc8 11. Lb2 0–0 12. De3 Te8 13. Tac1 a6 14. La1 Tc5 15. a4 Da8 16. Se1 (siehe Diagramm) Tf5! 17. Lxb7 Dxb7 18. f3 h5 19. Sg2 Tc5 20. Lb2 Tcc8 21. La3 Sc5 22. Tb1 Se6 23. Dd3 Sc7 24. Sf4 b5 25. cxb5 axb5 26. Sxb5 Sxb5 27. Dxb5 Dxb5 28. axb5 Tb8 29. Lb2 Tb7 30. b6 Teb8 31. b4 Sd7 32. Lxg7 Kxg7 Remis ½ : ½ (Stand: Kasparow 12 : 11 Karpow)

## 24. Partie
Auch in der 24. und letzten Partie gab es von beiden keine ernsten Gewinnversuche. Der letzte Spannungsmoment war Kasparows 16. d4–d5, wonach 16. … e6xd5?! 17. e5–e6! Weiß gefährlichen Angriff gegeben hätte. Die von Karpow gewählte Fortsetzung führte jedoch zu einem Generalabtausch mit Abwicklung in ein völlig spannungsloses Turmendspiel.
Garri Kasparow – Anatoli Karpow
Leningrad, 8. Oktober 1986
Damenindische Verteidigung, E16
1. d4 Sf6 2. c4 e6 3. Sf3 b6 4. g3 Lb7 5. Lg2 Lb4+ 6. Ld2 a5 7. 0–0 0–0 8. Lg5 Le7 9. Dc2 h6 10. Lxf6 Lxf6 11. Sc3 g6 12. Tad1 d6 13. h4 h5 14. e4 Sd7 15. e5 Lg7 16. d5 Sxe5 17. Sxe5 Lxe5 18. dxe6 Lxg2 19. exf7+ Kxf7 20. Kxg2 Lxc3 21. Dxc3 Df6 22. Dxf6+ Kxf6 23. a4 Tae8 24. Tfe1 Txe1 25. Txe1 Td8 26. Td1 c6 27. Kf3 Ke5 28. Ke3 Tf8 29. f3 Th8 30. Te1 Tb8 31. Kd3+ Kf6 32. Te4 d5 33. cxd5 cxd5 34. Te2 b5 35. Kd4 bxa4 36. Kxd5 Tb3 37. Ke4 Tb4+ 38. Kd5 Tb5+ 39. Kd4 Tb4+ 40. Kd5 Tb3 41. Ke4 und remis ½ : ½ (Stand: Kasparow 12½ : 11½ Karpow)
Kasparow hatte somit seinen Weltmeistertitel mit 12,5 : 11,5 verteidigt.